# 材木町駅 (北海道)
材木町駅（ざいもくちょうえき）は、かつて北海道釧路市にあった釧路臨港鉄道（後の太平洋石炭販売輸送城山線）の駅である。

## 歴史
- 1937年（昭和12年）1月10日：城山駅 - 東釧路駅間延伸に伴い開業。
- 1961年（昭和36年）5月24日：釧路臨港鉄道の途中駅として開業。
- 1963年（昭和38年）11月1日：旅客営業廃止に伴い廃駅。

## 駅跡
駅舎が残っており、その隣は駐車場となっている。

## 隣の駅
釧路臨港鉄道
城山駅　- 材木町駅 - 東釧路駅